# 阿不都瓦依提·乌拉太也夫
阿不都瓦依提·乌拉太也夫（1925年7月1日—2007年5月21日），男，维吾尔族，新疆吐鲁番人，中国人民解放军少将，中华人民共和国民族政策中“两个离不开”思想的提出者。

## 生平
乌拉太也夫出生在新疆吐鲁番一个贫苦的维吾尔族农民家庭。1947年7月参加新疆三区革命，历任新疆伊犁民族军补充团战士、司务长、排长、政治教导员、营长等职。
新疆和平解放后，乌拉太也夫历任中国人民解放军第五军14师41团副政委、第五军政治部文工团政委等职。1951年1月加入中国共产党。1955年2月到1988年6月，乌拉太也夫历任新疆军区政治部宣传部副部长、南疆军区政治部副主任、南疆军区副司令员（1981年12月到1982年1月）、南疆军区副政委（1982年1月到1985年1月）、新疆军区副政委等职。1955年获授三级解放勋章。1988年9月获授少将军衔。1990年离休后定居在乌鲁木齐。
2007年5月21日，乌拉太也夫在广州病逝，享年82岁。

## “两个离不开”思想的提出
1980年3月14日、15日，中共中央书记处总书记胡耀邦在北京主持召开了（第一次）西藏工作座谈会。中共西藏自治区党委向中共中央书记处汇报了工作。中共中央书记处和中共中央统战部等有关部门领导参加了会议。与会人员座谈讨论西藏地区的工作，进一步明确西藏面临的任务及需要解决的方针政策等问题，并形成《西藏工作座谈会纪要》。1980年4月7日，中共中央发出《关于转发〈西藏工作座谈会纪要〉的通知》（中发〔80〕31号），批转《西藏工作座谈会纪要》给全党全国，指出在新的历史条件下，西藏自治区的中心任务和奋斗目标是“以藏族干部和藏族人民为主，加强各族干部和各族人民的团结，调动一切积极因素，从西藏实际情况出发，千方百计地医治林彪、 ‘四人帮’造成的创伤，发展国民经济，提高各族人民的物质生活水平和义化科学水平，建设边疆，巩固边防，有计划有步骤地使西藏兴旺发达、繁荣富裕起来。”中央还提出了指导西藏工作的八条方针，其中要求“大力培养藏族和其他少数民族干部，积极帮助他们把建设西藏的主要责任承担起来。内地调往西藏的干部，要根据实际需要，坚持少而精的原则。”
中央第一次西藏工作座谈会后，中共中央书记处总书记胡耀邦，中央书记处书记、国务院副总理万里率领中央工作组于1980年5月22日抵达西藏。1980年5月29日，胡耀邦《在西藏自治区干部大会上的讲话》进一步提出 建设团结、富裕、文明新西藏的总目标及西藏在当前和今后一个时期要办好的六件大事：第一，“就是要在中央的统一领导之下，充分行使民族区域自治的自治权利。”第二，“从当前西藏相当困难的情况出发，要坚决实行休养生息的政策，要大大减轻群众的负担。”第三，“要在所有的经济政策方面，西藏要实行特殊的灵活政策，便于促进生产的发展。”第四，“要把国家支持你们的大量经费，用到发展农牧业和藏族人民日常迫切需要的上面来，这是一大政策。”第五，“要在坚持社会主义方向的前提下，大力地、充分地发展藏族的科学文化教育事业。”第六“要正确执行党的民族干部政策，极大加强藏汉干部的亲密团结。”其中第六件事要求在一个短时间内把西藏脱产干部队伍包括教员，藏族干部比例提高到三分之二至八成。在西藏的汉族干部“要有计划地、相当大批地回到内地去妥善安排工作。目的呢，你们没有算这个账，减少五万人一年就减少两千万斤粮食，不知你们算没算这个账？我们现在从内地把猪肉、鸡蛋、大米、白面，还有日用品，运上来，要花多大力呀！这么一来，我看三方面会满意，中央满意，汉族干部满意，藏族干部同人民满意，三方面满意，我们为什么不干这个事情呢！” 
新疆在传达胡耀邦在西藏自治区干部大会上的讲话与中央31号文件时，时任中共新疆维吾尔自治区第一书记的汪锋提出“新疆也应按这个精神办，要绝大多数汉族干部、职工退回内地”。这时，一些混乱言论也流传起来，引起在疆汉族情绪浮动，其间还有新疆农垦系统的上海知青不願繼續遭受被迫背井離鄉要求回上海。而维族则大受鼓舞，民族情绪高涨，南疆喀什、阿克苏、和田地区相继发生大规模事件。 
1980年8月2日发生了震动全疆的高旭事件。处理高旭事件中，乌拉太也夫、阿皮孜·阿不都拉（被高旭枪击身亡的维吾尔族工人）的母亲康巴尔汗、大伊玛目买买提依明等人为安定民心发挥了重要作用。时任南疆军区政治部副主任的乌拉太也夫及时赶往事发地所在乡村，耐心细致地做民族群众思想工作，并亲自按伊斯兰教的习俗作了善后安抚工作，使事件得到了平息。事后乌拉太也夫顶着“与胡耀邦制定的民族新政策唱反调”的压力，1981年6月通过新华社记者张万来、秦卫东在新华社内参上发表了乌拉太也夫对边疆民族问题长期思考总结的《关于在少数民族地区解决民族纠纷问题的八点建议》，提出“在新疆，汉族离不开少数民族，少数民族也离不开汉族”、“汉族和少数民族之间无论在生产、生活上，还是在经济、文化上，都要相互依靠，谁都离不开谁。”这个观点得到邓小平的肯定。邓小平在新华社内参上亲笔批示：“南疆军区政治部有位副主任，提出了在少数民族地区工作的汉族离不开少数民族，同样少数民族离不开汉族。我赞成这一句话。这个观点很正确，很好。大家这样想问题、处理问题就好了。”这就是中国民族工作“两个离不开”思想的来源。
1981年7月6日召开的中共中央书记处会议，专门讨论了新疆民族关系问题。会议纪要根据邓小平批示精神，提出：“新疆的汉族干部要确立这样一个正确观点，即离开了少数民族干部，新疆各项工作搞不好；新疆的少数民族干部也要确立这样一个正确观点，即离开了汉族干部，新疆各项工作也搞不好。”纠正了胡耀邦、万里、汪锋在民族工作上的原则错误。1981年10月，中共中央总书记胡耀邦在接见全国少数民族参观团负责人时说：“汉族和少数民族的关系是，汉族离开少数民族不行，少数民族离开汉族也不行。这个关系是相互依存、相互帮助的关系，谁也离不开谁。”后来，中共新疆维吾尔自治区委第一书记王恩茂根据中央指示精神，在新疆提倡“汉族离不开少数民族，少数民族离不开汉族”的“两个离不开”思想。

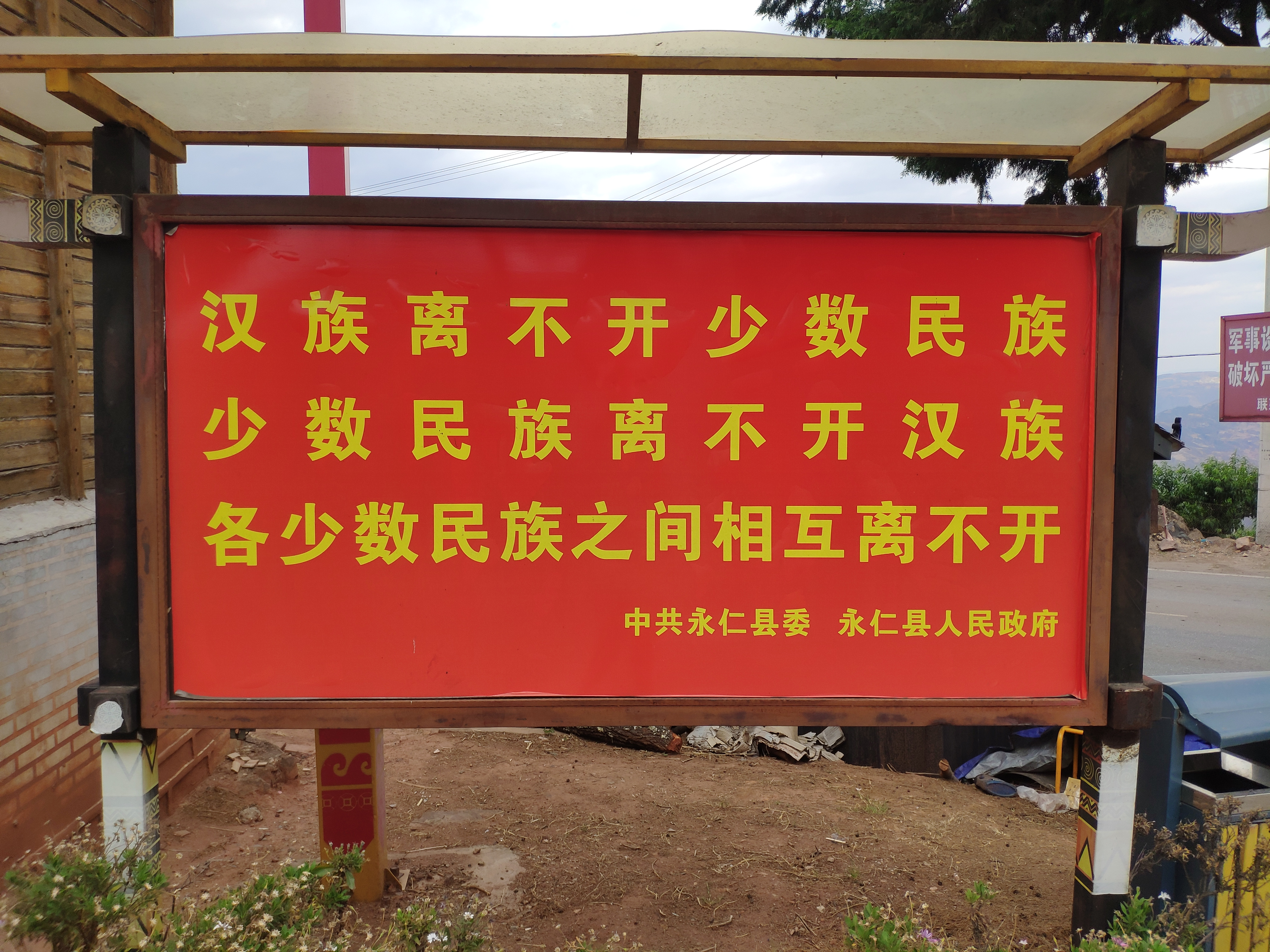

1990年8月，中共中央总书记江泽民视察新疆时说：“‘汉族离不开少数民族，少数民族离不开汉族’这个观点，生动地反映了我国各族人民团结发展进步的历史，对这方面的宣传教育要经常抓、反复抓，坚持不懈。”此后，江泽民又指出：“我们伟大的中华民族，是由五十六个民族构成的，在我们祖国的大家庭里，各民族之间的关系是社会主义的新型关系，汉族离不开少数民族，少数民族离不开汉族，各少数民族之间也相互离不开。”这便是由“两个离不开”引申形成的“三个离不开”思想。

## 家庭

### 夫人
- 泽娜甫·哈斯木[4]

### 子女
- 居来提·乌拉太也夫[3]
- 阿米娜·乌拉太也夫

### 外甥
- 安尼瓦尔·阿木提，原任新疆大学校长，中共新疆维吾尔自治区党委委员、新疆维吾尔自治区政协民族和宗教委员会副主任